# Wasilij Kupiert
Wasilij Iwanowicz Kupiert (ros. Василий Иванович Куперт, ur. 1906 we wsi Biełojar w guberni jenisejskiej, zm. 1982) – radziecki działacz partyjny i państwowy.

## Życiorys
Pracował w związku spółdzielni spożywców, 1942-1943 był przewodniczącym obwodowego związku spółdzielni spożywców, a od 1943 do września 1944 I zastępcą przewodniczącego Komitetu Wykonawczego Nowosybirskiej Rady Obwodowej. Od września 1944 do 15 lutego 1945 był III sekretarzem Komitetu Obwodowego WKP(b) w Tomsku, od lutego 1945 do czerwca 1949 przewodniczącym Komitetu Wykonawczego Tomskiej Rady Obwodowej, później pracował w wołżańskim przedsiębiorstwie okrętowym.